# Gran Premio Cantones de La Coruña 2016
Gran Premio Cantones de La Coruña 2016 – zawody lekkoatletyczne w chodzie sportowym, które odbyły się 28 maja w hiszpańskim mieście A Coruña. Impreza była kolejną w cyklu IAAF Race Walking Challenge w sezonie 2016.

## Rezultaty

### Mężczyźni
| Konkurencja:  | 1. miejsce | Rezultat | 2. miejsce    | Rezultat | 3. miejsce         | Rezultat |
| Chód na 20 km | Wang Zhen  | 1:20:17  | Alex Schwazer | 1:20:23  | Miguel Ángel López | 1:20:34  |

### Kobiety
| Konkurencja:  | 1. miejsce | Rezultat | 2. miejsce      | Rezultat | 3. miejsce      | Rezultat |
| Chód na 20 km | Liu Hong   | 1:27:43  | Qieyang Shenjie | 1:28:30  | Eleonora Giorgi | 1:29:23  |